# Baccaurea polyneura
Baccaurea polyneura là một loài thực vật thuộc họ Euphorbiaceae. Đây là loài đặc hữu của bán đảo Malaysia.